# Bertula incisa
Bertula incisa là một loài bướm đêm trong họ Erebidae.